# Sanmarinská fotbalová reprezentace
Sanmarinská fotbalová reprezentace reprezentuje San Marino na mezinárodních fotbalových akcích, jako je mistrovství světa nebo mistrovství Evropy, přesněji v kvalifikacích na tyto akce. Na žádné mistrovství světa či Evropy se nikdy nekvalifikovala a pokaždé skončila na posledním místě ve své kvalifikační skupině.
V Lize národů 2024/2025 reprezentace porazila Lichtenštejnsko 1:0 a 3:1 a postoupila z ligy D do ligy C.

## Mistrovství světa
| Rok    | Účast                                           | Soupisky |
| ------ | ----------------------------------------------- | -------- |
| 1930   | Ne                                              | –        |
| 1934   | Ne                                              | –        |
| 1938   | Ne                                              | –        |
| 1950   | Ne                                              | –        |
| 1954   | Ne                                              | –        |
| 1958   | Ne                                              | –        |
| 1962   | Ne                                              | –        |
| 1966   | Ne                                              | –        |
| 1970   | Ne                                              | –        |
| 1974   | Ne                                              | –        |
| 1978   | Ne                                              | –        |
| 1982   | Ne                                              | –        |
| 1986   | Ne                                              | –        |
| 1990   | Ne                                              | –        |
| 1994   | Nepostoupili z kvalifikace                      | –        |
| 1998   | Nepostoupili z kvalifikace                      | –        |
| 2002   | Nepostoupili z kvalifikace                      | –        |
| 2006   | Nepostoupili z kvalifikace                      | –        |
| 2010   | Nepostoupili z kvalifikace                      | –        |
| 2014   | Nepostoupili z kvalifikace                      | –        |
| 2018   | Nepostoupili z kvalifikace                      | –        |
| 2022   | Nepostoupili z kvalifikace                      | –        |
| Celkem | Účast – 0× Zlato – 0×, Stříbro – 0×, Bronz – 0× |          |

## Mistrovství Evropy
| Rok    | Účast                                           | Soupisky |
| ------ | ----------------------------------------------- | -------- |
| 1960   | Ne                                              | –        |
| 1964   | Ne                                              | –        |
| 1968   | Ne                                              | –        |
| 1972   | Ne                                              | –        |
| 1976   | Ne                                              | –        |
| 1980   | Ne                                              | –        |
| 1984   | Ne                                              | –        |
| 1988   | Ne                                              | –        |
| 1992   | Nepostoupili z kvalifikace                      | –        |
| 1996   | Nepostoupili z kvalifikace                      | –        |
| 2000   | Nepostoupili z kvalifikace                      | –        |
| 2004   | Nepostoupili z kvalifikace                      | –        |
| 2008   | Nepostoupili z kvalifikace                      | –        |
| 2012   | Nepostoupili z kvalifikace                      | –        |
| 2016   | Nepostoupili z kvalifikace                      | –        |
| 2020   | Nepostoupili z kvalifikace                      | –        |
| 2024   | Nepostoupili z kvalifikace                      | –        |
| Celkem | Účast – 0× Zlato – 0×, Stříbro – 0×, Bronz – 0× |          |